# Schulnote
Eine Schulnote (lateinisch nota, plural notae „Merkmal, Schriftzeichen“) oder Zensur (lateinisch censura) dient der Leistungsbeurteilung von Schülern. Sie wird in der Regel in einer stufenweise gestaffelten Wortbewertung (z. B. „sehr gut“ bis „ungenügend“) oder in einer entsprechenden Ziffer (z. B. 1 bis 6 oder A bis F) ausgedrückt. Das „Schulnoten-System“ findet jedoch auch außerhalb von Schulen Anwendung, insbesondere zur Leistungsbewertung von Prüfungen, etwa an Universitäten, oder aber auch auf Bewertungsportalen oder in Umfragen.
Schulnoten werden in den einzelnen Unterrichtsfächern erteilt, aber auch als sogenannte Kopfnoten zur allgemeinen Beurteilung von Verhalten und Mitarbeit genutzt. Je nach Land und Schulform sind unterschiedliche Notensysteme in Gebrauch. Diese unterscheiden sich
- im Zahlenbereich: Reichweite der Notenskala
- in der Schrittweite: Vergabe ganzzahliger Noten oder mit Nachkommastellen
- in der Richtung: Verwendung der größeren Zahl für die bessere oder die schlechtere Leistung.

## Funktion
Die Schulnote soll den aktuellen Leistungs- bzw. Kenntnisstand eines Schülers bzw. Prüflings in einem bestimmten Bereich widerspiegeln. Sie wird außerdem zum Vergleich von Lernenden eingesetzt und ersetzt in Schulkontexten oft Feedback. Noten sind Anreize, die sich deshalb auch auf Motivation auswirken, oft negativ. Nach Vorgabe der Notenbildungsverordnung (NVO), etwa von Baden-Württemberg bzw. der Curricula der Länder, bemisst sich die Notenvergabe am Grad des Erreichens der Lernzielvorgabe. Ihr kommt damit auch die Aufgabe zu, den Lernfortschritt zu dokumentieren. Maßstab für die Beurteilung durch den Lehrer sind theoretisch die Zielvorgaben des Lehrgangs und die entsprechende Einschätzung des individuellen Leistungsstands, nicht der Vergleich. Im pädagogischen Sinne dient die Notengebung darüber hinaus der Rückmeldung des festgestellten Leistungsniveaus an die Lernenden und ihre Eltern. Sie enthält im Wortlaut der Note (z. B. „gut“ oder „mangelhaft“) eine Bewertung und damit auch Lob oder Tadel, Erfolgs- oder Misserfolgsanzeigen. Der Lehrperson hilft sie über das Erfassen der einzelnen Schülerleistung und derjenigen der Lerngruppe, den Lernverlauf zu verfolgen, den eigenen Lehrerfolg zu bestimmen und über entsprechende Maßnahmen zum weiteren Bildungsprozess zu entscheiden. Die Schulnote bietet die Möglichkeit, eine Leistung knapp und allgemein verständlich zu bewerten.

## Probleme
In den Erziehungswissenschaften werden Noten empirisch und pädagogisch seit den 1970er-Jahren immer wieder stark kritisiert. Grundlage für die Kritik im deutschsprachigen Raum ist Die Fragwürdigkeit der Zensurengebung von Karlheinz Ingenkamp von 1971; aktuelle Arbeiten, die sich gegen Noten aussprechen, stammen von Felix Winter, Silvia Beutel, Hans Anand Pant, Björn Nölte und Philippe Wampfler.
Obwohl die Notenbildungsverordnung keine Differenzierung oder gar eine Diskriminierung der Schüler untereinander vorsieht und es damit entsprechend heutigen pädagogischen Maximen nicht um das Schaffen einer Konkurrenzsituation in der Klasse geht, werden die Schulnoten im außerschulischen Bereich, etwa bei der Nutzung im Rahmen des Numerus clausus für den Zugang zu Hochschulen oder bei der Bewerberauswahl in Betrieben, bisweilen in diesem Sinne benutzt. Dies wiederum führt rückwirkend in den Schulen zu der bekannten Schulnoteninflation, die verhindern will, dass die eigenen Schüler gegenüber milder zensierenden anderen Schulen beim Berufseinstieg benachteiligt werden. Damit entsteht eine Diskrepanz zwischen dem ursprünglichen Sinn der Notengebung und ihrer außerschulischen Verwertung. Probleme bei der Notenvergabe können sich auch ergeben, wenn statt der geforderten bestmöglichen Objektivität sogenannte „Gefälligkeitsnoten“ vergeben werden, die den tatsächlichen Leistungsstand beschönigen oder sachfremde Erwägungen einfließen lassen.
Schulnoten verführen oft zum Vergleich, sowohl hinsichtlich der individuellen Leistungsentwicklung als auch im sozialen Gefüge, etwa im Klassenverband. Im Gefolge der Notengebung bleibt es daher meist nicht aus, dass Schüler und Eltern über das eigentliche Notenverständnis der individuellen Leistungsfeststellung hinaus Vergleiche mit dem Leistungsstand der Mitschüler anstellen und diesen Gesichtspunkt teilweise sogar in den Vordergrund stellen. Eine Konkurrenzsituation zu schaffen, ist jedoch nicht der Auftrag der Notengebung.
Ein weiteres Problem beim Umgang mit Schulnoten ist die häufige Verkennung, dass es sich nur um in Worte gefasste grobe Schätzwerte (= Zensuren) handelt („gut“, „befriedigend“, „nicht ausreichend“ etc.). Noten bewerten Leistungen. Sie stellen keine exakten Messungen dar, die den Leistungsstand objektivieren und vergleichbare Informationen über das Leistungsvermögen von Lernenden bieten könnten. Ist schon deren einfache Übertragung in präzise Zahlenwerte nicht unproblematisch, so führt das Rechnen mit ihnen, gar mit Zehnteln oder Hundertsteln nach dem Komma, zu einer „Übermathematisierung“, die dem Ausgangsmaterial nicht mehr gerecht wird. Geschuldet wird diese Praxis dem außerschulischen Bedürfnis nach einer Klassifizierung der Schülerleistungen. Die Folge ist eine geringe Aussagekraft der Schulnoten hinsichtlich des objektiven Leistungsstands, was die Hochschulen und Firmen auf den speziellen Leistungsebenen durch ergänzende, in der Regel wissenschaftlich fundierte Leistungstests und Eignungstests auszugleichen versuchen.
Im internationalen Vergleich ergibt sich schließlich auch noch das Problem, dass gleiche inhaltliche Bewertungen in unterschiedliche Zahlenwerte konvertiert werden. So wird etwa in der Bundesrepublik Deutschland eine hervorragende Leistung mit der Ziffer eins und die schlechteste mit der Ziffer sechs gekennzeichnet, während in der Schweiz genau umgekehrt die Ziffer eins die schwächste und die Ziffer sechs die beste Leistung in der Skala darstellt, was Fehlinterpretationen und eine mangelnde Vergleichbarkeit zur Folge hat.

## Deutschland

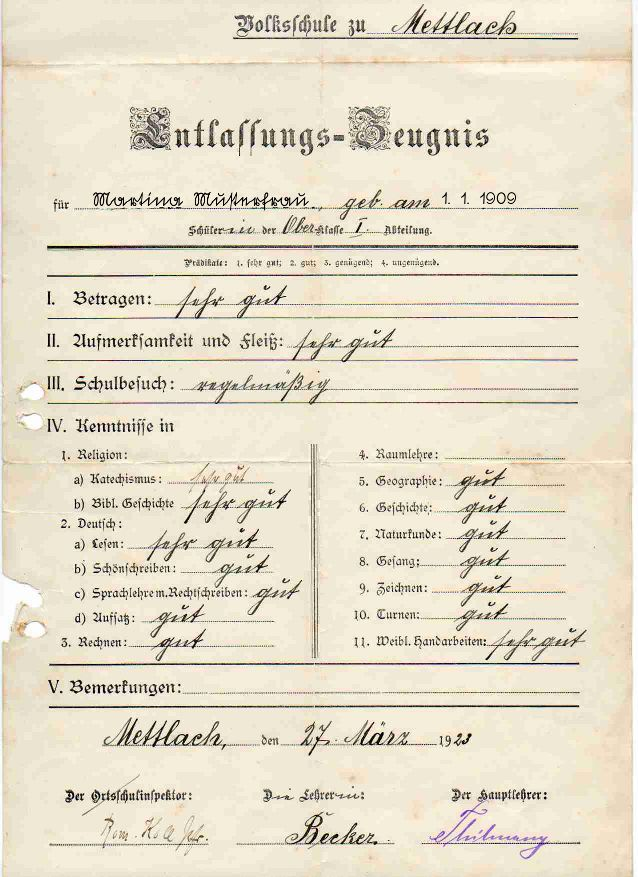
Volksschul-Entlassungszeugnis (anonymisiert) aus dem Jahre 1923 mit vierstufigen Prädikaten

### Historische Notensysteme
Das erste in Deutschland nachweisbare Zensursystem wurde in der sächsischen Schulordnung von 1530 definiert. Die Schüler sollten sich zweimal im Jahr in Gegenwart von Pfarrer und Bürgermeister einer Prüfung unterziehen. Gute Leistungen wurden mit Semmeln oder Ähnlichem belohnt.
Um 1850 waren in preußischen Schulen drei Notenstufen üblich, die in der zweiten Hälfte des 19. Jahrhunderts auf vier Prädikate (1. sehr gut; 2. gut; 3. genügend; 4. ungenügend), später auf fünf erweitert wurden. Auch in der DDR war ein fünfstufiges System üblich.
Das heute in Deutschland übliche sechsstufige Zensursystem wurde 1938 eingeführt.

### Unter- und Mittelstufe
Das in Deutschland am häufigsten benutzte Notensystem hat sechs Stufen. Die Notendefinition ist durch KMK-Beschluss vom 3. Oktober 1968 sowie im Hamburger Abkommen festgelegt und wird in allen Bundesländern wie folgt verwendet:
| Zahl | Note         | Punkte | Beschreibung |
| ---- | ------------ | ------ | --- |
| 1    | sehr gut     | 15–13  | wenn die Leistung den Anforderungen* in besonderem Maße entspricht. |
| 2    | gut          | 12–10  | wenn die Leistung den Anforderungen* voll entspricht. |
| 3    | befriedigend | 09–7   | wenn die Leistung im Allgemeinen den Anforderungen* entspricht. |
| 4    | ausreichend  | 06–4   | wenn die Leistung zwar Mängel aufweist, aber im Ganzen den Anforderungen* noch entspricht. |
| 5    | mangelhaft   | 03–1   | wenn die Leistung den Anforderungen* nicht entspricht, jedoch erkennen lässt, dass die notwendigen Grundkenntnisse vorhanden sind und die Mängel in absehbarer Zeit behoben werden können.                                                                                            |
| 6    | ungenügend   | 0      | wenn die Leistung den Anforderungen* nicht entspricht und selbst die Grundkenntnisse so lückenhaft sind, dass die Mängel in absehbarer Zeit nicht behoben werden können. Eine Arbeit wird auch bei nicht erbrachter Leistung oder bei einem Täuschungsversuch mit ungenügend benotet. |

*Der Begriff „Anforderungen“ bezieht sich auf den Umfang sowie auf die selbständige und richtige Anwendung der Kenntnisse, Fähigkeiten und Fertigkeiten sowie auf die Art der Darstellung.
Heute ist das Schulwesen Ländersache. Jedes Bundesland regelt die Notengebung eigenverantwortlich (z. B. in Baden-Württemberg mit der Notenbildungsverordnung).
Bei Abschlussprüfungen gilt die Prüfung als bestanden, wenn man eine Note von sehr gut bis ausreichend erhält, ansonsten hat man nicht bestanden.
In einigen Bundesländern ist eine Abstufung der vollen Notenwerte durch Zwischennoten offiziell zulässig. Die Zahlen können in einzelnen Leistungsbewertungen, nicht aber in Zeugnissen, mit einem Plus (+) oder einem Minus (−) auf- bzw. abgewertet werden. Dies kann auch durch Nachkommastellen ausgedrückt werden:
2+ ist also ein „voll“ gut und 2− ein „gerade noch“ gut. Bei Verwendung von Nachkommastellen entspricht z. B. eine 1,7 einer 2+ und eine 2,3 einer 2−. In manchen Bundesländern (z. B. Baden-Württemberg) wird das „+“ oder „−“ als exakte Viertelnote gewertet; eine „2+“ entspricht dann der 1,75 und eine 2− der 2,25. Eine „1 bis 2“ (auch „1–2“ oder „1/2“) entspricht einer Dezimalnote von 1,5. An manchen Schularten (z. B. Berufsschulen in Baden-Württemberg) dürfen Dezimalzahlen mit einer Nachkommastelle als Note vergeben werden.
In manchen Bundesländern wird das Plus auch durch die Bezeichnung „voll“ und das Minus durch die Bezeichnung „schwach“ oder „noch“ gekennzeichnet. Eine 2− entspricht dann einem „noch gut“ oder „schwach gut“, eine 2+ einem „voll gut“.
Die einzelnen Schulnoten werden, abhängig vom Bundesland, der Schulart und dem Schulfach, in unterschiedlichen Leistungsmaßstäben vergeben. Dazu wird die Leistung meist in die prozentual erbrachte Leistung umgerechnet und dann der entsprechenden Note zugeordnet. Oft wird die Umrechnung durch für Schulen entwickelte Leistungstabellen erleichtert.

### Gymnasiale Oberstufe, Berufsoberschule, Fachoberschule
Ab der Oberstufe gilt in Deutschland ein aufwärts zählendes Punktesystem, das im Abitur eingesetzt wird und der leichteren Vergleichbarkeit und Berechnung der Endnote dient. Seit dem Schuljahr 2006/2007 wird das Punktesystem (abhängig vom Bundesland) ebenfalls an Fachoberschulen und Berufsoberschulen verwendet:
- 15 Punkte entsprechen der Schulnote 1+ (voll sehr gut);
- 14 Punkte entsprechen der Schulnote 1 (sehr gut);
- 13 Punkte entsprechen der Schulnote 1− (knapp sehr gut);
- 12 Punkte entsprechen der Schulnote 2+ (voll gut);
- 11 Punkte entsprechen der Schulnote 2 (gut);
- 10 Punkte entsprechen der Schulnote 2− (knapp gut);
- 9 Punkte entsprechen der Schulnote 3+ (voll befriedigend);
- 8 Punkte entsprechen der Schulnote 3 (befriedigend);
- 7 Punkte entsprechen der Schulnote 3− (knapp befriedigend);
- 6 Punkte entsprechen der Schulnote 4+ (voll ausreichend);
- 5 Punkte entsprechen der Schulnote 4 (ausreichend);
- 4 Punkte entsprechen der Schulnote 4− (knapp ausreichend);
- 3 Punkte entsprechen der Schulnote 5+ (voll mangelhaft);[15]
- 2 Punkte entsprechen der Schulnote 5 (mangelhaft);
- 1 Punkt entspricht der Schulnote 5− (knapp mangelhaft);
- 0 Punkte entsprechen der Schulnote 6 (ungenügend);

Hinweis: Die Zuordnung von „knapp“ und „voll mangelhaft“ ist im allgemeinen Sprachgebrauch missverständlich, da die schwächere Leistung (nur 1 Punkt) als „knapp mangelhaft“ scheinbar höher bewertet wird als die bessere (mit immerhin 3 Punkten). „Knapp mangelhaft“ kennzeichnet sprachlich eine bessere Leistung als „voll mangelhaft“, siehe auch Kritik.
Es ist zu beachten, dass 4 Punkte als nicht mehr ausreichend gewertet werden (4 Punkte oder schlechter = „Minderleistung“ bzw. „Unterkurs“) und ebenfalls zu einer Nicht-Versetzung führen können. Eine wirklich ausreichende Leistung ist erst ab 5 Punkten vollbracht. Dies liegt darin begründet, dass 4 Punkte einer 4− entsprechen und die Note damit unter der 4 liegt. Die letzte Bemerkung gilt nicht für bayerische Berufliche Oberschulen (Fach- und Berufsoberschulen). Außerdem wird bei einer 0 vor dem Komma immer auf 0 Punkte abgerundet. Die Berechnung der absoluten Note anhand der Punktzahl kann auch durch die Formel:
{\displaystyle f\left({\text{Punkte}}\right)={\frac {17-{\text{Punkte}}}{3}}}
durchgeführt werden.

### Berufskolleg
An Berufskollegs ist beispielsweise die vom Deutschen Industrie- und Handelskammertag (DIHK) entwickelte Leistungstabelle gebräuchlich:
- 100 % bis einschl. 92 %: Note 1
- unter 92 % bis einschl. 81 %: Note 2
- unter 81 % bis einschl. 67 %: Note 3
- unter 67 % bis einschl. 50 %: Note 4
- unter 50 % bis einschl. 30 %: Note 5
- unter 30 % bis einschl. 0 %: Note 6

### Hochschule

#### Diplom, Bachelor- und Masterstudiengänge
Die Bewertung von Studienleistungen und Abschlussarbeiten wird in der Regel mit Noten von „1“ bis „5“ vorgenommen, wobei auch Drittelnoten, z. B. 1,33 und 2,66 oder gerundete Drittelnoten (1,3 und 2,7) verwendet werden. Es gibt auch Hochschulen, an denen ein System wie in der Schule verwendet wird. Eine Note, die schlechter als 4,0 ist, führt in der Regel zum Nichtbestehen.
Ebenso können Studienleistungen ähnlichen wie in der gymnasialen Oberstufe, Berufsoberschule oder Fachoberschule bewertet werden. Die Umrechnung der Notenpunkte folgt dabei beispielsweise dem folgenden Schema:
| Notenpunkte (Bewertung) | Note (Bewertung) | Note (Benotung)   |
| ----------------------- | ---------------- | ----------------- |
| 15                      | 0,7              | ausgezeichnet     |
| 14 bis 13               | 1,0 und 1,3      | sehr gut          |
| 12 bis 10               | 1,7; 2,0 und 2,3 | gut               |
| 09 bis 07               | 2,7; 3,0 und 3,3 | befriedigend      |
| 06 bis 05               | 3,7 und 4,0      | ausreichend       |
| 04 bis 00               | 4,3; 4,7 und 5,0 | nicht ausreichend |

#### Dissertation und Aufbaustudium
Zur Bewertung der Dissertation bei Promotionen an Universitäten und gleichgestellten Hochschulen und auch eines Aufbaustudiums wird eines der beiden folgenden Systeme verwendet:
- Summa cum laude (= Mit höchstem Lob = Mit Auszeichnung versehene Leistung)
- Magna cum laude (= Mit großem Lob = Eine sehr gute Leistung)
- Cum laude (= Mit Lob = Eine überdurchschnittliche Leistung)
- Rite (= Ordnungsgemäß = eine trotz Mängeln noch ausreichende Leistung)
- Non rite/Non probatum (= eine nicht brauchbare, ungenügende Leistung)

oder
- sehr gut (1)
- gut (2)
- bestanden (3)
- nicht bestanden (4)
- Eventuell gibt es noch das zusätzliche Prädikat „mit Auszeichnung“, das jedoch keine eigene Note darstellt.

Das zweite System wird besonders an Technischen Universitäten (ehemaligen Technischen Hochschulen) bzw. in natur- und ingenieurwissenschaftlichen Fächern verwendet.

#### Juristenausbildung
In der universitären Juristenausbildung und im Rechtsreferendariat wird seit der Verordnung über eine Noten- und Punkteskala für die erste und zweite juristische Prüfung vom 3. Dezember 1981 (BGBl. I S. 1243) mit Wirkung vom 1. Januar 1983 ein 18-Punkte-System verwendet, das nicht in konventionelle Schulnoten umgerechnet werden kann. Bei der Einordnung einer Leistung in das 18-Punkte-System wird zwischen den Noten für einzelne Prüfungsleistungen (z. B. Klausur, mündliche Teilprüfung) und der Gesamtnote des Staatsexamens unterschieden.
Einzelnoten:
- 18–16 Punkte: sehr gut
- 15–13 Punkte: gut
- 12–10 Punkte: vollbefriedigend
- 9–7 Punkte: befriedigend
- 6–4 Punkte: ausreichend
- 3–1 Punkte: mangelhaft
- 0 Punkte: ungenügend

Examensnoten:
- 18,00–14,00 Punkte: sehr gut
- 13,99–11,50 Punkte: gut
- 11,49–9,00 Punkte: vollbefriedigend
- 8,99–6,50 Punkte: befriedigend
- 6,49–4,00 Punkte: ausreichend
- 3,99–1,50 Punkte: mangelhaft
- 1,49–0,00 Punkte: ungenügend

Für angehende Juristen gilt ein „vollbefriedigend“ bereits als herausragende Leistung, die nur ca. 15 % der Kandidaten erreichen; ein „gut“ erreichen unter 5 % der Kandidaten, ein „sehr gut“ wird äußerst selten (unter 1 %) erreicht. Daher wird ein Staatsexamen mit einer Bewertung von 9,00 oder mehr Punkten auch „Prädikatsexamen“ genannt.

### Widerspruch
Gegen Zeugnisnoten oder Nichtversetzungen kann man Widerspruch einlegen, da es sich bei diesen Entscheidungen um Teile eines Verwaltungsaktes (Zeugnis) handelt. Gegen einzelne Entscheidungen kann in den meisten Bundesländern kein Widerspruch eingelegt werden. Allerdings ist es möglich, dass nach einer Beschwerde die vorgesetzte Schulaufsichtsbehörde die erneute Korrektur anordnet.
Widersprüche im Bundesland Nordrhein-Westfalen gegen Noten, Nichtversetzungen etc. sind zunächst schriftlich an die betreffende Schule zu richten, die die Entscheidung unter den im Widerspruch angegebenen Widerspruchsgründen überprüft. Wenn die Schule den Widerspruch akzeptiert, hilft sie diesem ab und ändert demnach die Note bzw. die Entscheidung über die Nichtversetzung. Wenn die Schule die Begründung im Widerspruch nicht akzeptiert, hilft sie diesem auch nicht ab und leitet diesen an die Schulaufsichtsbehörde weiter. Bei Realschulen, Gesamtschulen und Gymnasien ist das in dem Fall die Bezirksregierung, bei Hauptschulen das zuständige Schulamt. Kann das Schulamt dem Widerspruch nicht abhelfen, leitet es diesen weiter an die Bezirksregierung. Die Bezirksregierung entscheidet dann anhand des Widerspruches und der von der betreffenden Schule zu der Note oder der Versetzung schriftlich formulierten Begründungen, ob sie dem Widerspruch abhilft, also die Note ändert bzw. die Nichtversetzung rückgängig macht.

## Österreich
Es gibt ein Notensystem mit fünf Stufen. Die Leistungsbeurteilungsverordnung definiert die Noten in § 14. Für die Beurteilung des Verhaltens werden immer vier Noten verwendet: Sehr zufriedenstellend, Zufriedenstellend, Wenig zufriedenstellend, Nicht zufriedenstellend. In den meisten Volksschulen finden die sogenannten Betragensnoten keine Verwendung.
Grammatikalisch sind Schulnoten wie alle Zahlen in Österreich maskulin. Es heißt also nicht „die Eins“, sondern „der Einser“. Regelmäßig tauchen Diskussionen auf, Schulnoten teilweise abzuschaffen und die Bewertung durch verbale Beurteilungen vorzunehmen. Dies wird aber bisher nur in unteren Klassen der Volksschule durchgeführt.
Bis in die 1970er-Jahre gab es in den Schulen ab der fünften Schulstufe noch die Note 4E, was so viel wie Vier mit Ermahnung, also eine Zwischennote zu Nicht genügend bedeutete. Diese gab es aber nur in den Zwischenzeugnissen (auch Schulnachrichten), nicht in den Jahresabschlusszeugnissen.
Informell werden oft Zwischennoten (z. B.: 2–3) sowie erhöhte und erniedrigte Noten (z. B.: 2+, 3−) verwendet, wobei bei letzteren 1+ oft als 1! (Einser mit Rufzeichen) oder I (römischer Einser) geschrieben wird. 5+ und 5− sind ungebräuchlich. Diese Zwischennoten sind weder in Schularbeiten noch in Zeugnissen zulässig, sondern beschränken sich auf Relativierungen in der Mitarbeit.
Das Schulnotensystem wird auch von Hochschulen verwendet, wobei die Note 5 bedeutet, dass die Lehrveranstaltungsprüfung nicht bestanden wurde.

### Definition
In Österreich regelt die Leistungsbeurteilungsverordnung des Unterrichtsministeriums die Noteneinschätzung durch die Lehrkräfte. Im § 3 (1) werden Formen der Leistungsfeststellung beschrieben, in § 14 (1) bis (7) die Noten:
- 1: Sehr gut
- 2: Gut
- 3: Befriedigend
- 4: Genügend
- 5: Nicht genügend

### Punkteschlüssel
Je nach verwendetem Notenschlüssel sind für eine positive Beurteilung 50 %, 60 % oder 67 % der erreichbaren Punkte notwendig. In vielen Fällen müssen alle Teilbereiche positiv sein, damit eine positive Gesamtbeurteilung erfolgen kann. Für ein Sehr gut sind in der Regel etwa 90 % der Punkte notwendig.

### Aufsteigen mit negativem Zeugnis
Ein Aufsteigen in die nächste Klasse mit maximal einem Nicht genügend ist grundsätzlich erlaubt, wenn die Lehrer in der Klassenkonferenz dies beschließen und im Zeugnis des vorherigen Schuljahres dasselbe Fach nicht schon mit Nicht genügend beurteilt wurde (siehe Aufstiegsklausel). Wird das Schuljahr in einem oder zwei Fächern mit Nicht genügend abgeschlossen, besteht zudem die Möglichkeit, in einer Wiederholungsprüfung zu Beginn des nächsten Schuljahres die Leistung auszubessern und doch noch in die nächste Klasse aufzusteigen. Wurde in drei oder mehr Fächern ein Nicht genügend vergeben, muss die Klasse wiederholt werden.

## Schweiz
In der Schweiz gibt es in den meisten Kantonen die Noten 6 bis 1. Hierbei ist 6 die beste Note, 1 die schlechteste, 4 eine genügende.
- 6: sehr gut
- 5: gut
- 4: genügend
- 3: ungenügend
- 2: schwach
- 1: schlecht

In den Zeugnissen sind nur halbe Noten zugelassen (z. B. 4.5).
Häufig werden halbe Noten wie eine 5.5 auch in anderer Form geschrieben, z. B. als 5–6 (fünf-bis-sechs) oder 5½ (fünfeinhalb).
Bei Zwischennoten, die nicht im Zeugnis auftauchen, können vielerorts weitere Abstufungen verwendet werden, 5+ oder 5- (»fünf bis«) steht etwa für 5.25, -5 (»bis fünf«) hingegen für 4.75. Auch als Dezimalzahlen geschriebene Noten sind gebräuchlich, etwa 5.1 oder 5.13.
Häufig werden Noten mit einer linearen Notenskala festgelegt:
{\displaystyle 5\times {{\text{erreichte Punktzahl}} \over {\text{maximale Punktzahl}}}+1}
Eine Besonderheit des schweizerischen Notensystems ist, dass es nicht symmetrisch ist: Die Noten 1 bis 3,5 sind ungenügend, 4 bis 6 genügend. Eine Note unter 2 kann entsprechend nicht mit der Bestnote kompensiert werden. Erwartet wird aber oft eine Normalverteilung der Noten mit einem Mittelwert von ca. 4.5, was dazu führt, dass praktisch nie sehr niedrige Noten vergeben werden.
An Gymnasien wird bei mehreren Fächern nicht der Notendurchschnitt berechnet, sondern Saldopunkte: Dabei werden die Abweichungen aller Noten von 4 betrachtet. Abweichungen nach oben zählen einfach und ergeben Plus- oder Hochpunkte, Abweichungen nach unten zählen doppelt und ergeben Minus- oder Tiefpunkte. Die Summe der Plus- und Minuspunkte muss so berechnet grösser oder gleich 0 sein, damit ein Schüler promoviert wird.
Beispiel: Die Noten 3.5, 4.5 und 4.5 führen zu Abweichungen von -0.5 × 2 + 0.5 + 0.5, das ergibt 0 Saldopunkte. Dagegen führen die Noten 3, 4.5 und 5 zu -1 × 2 + 0.5 + 1, das ergibt -0.5 Saldopunkte.

## Andere europäische Länder

### Bulgarien
In Bulgarien gibt es die Noten 1 bis 6, wobei 6 die Bestnote ist:
- 6: Отличен „ausgezeichnet“
- 5: Много добър „sehr gut“
- 4: Добър „gut“
- 3: Среден „befriedigend“
- 2: Слаб „ungenügend“
- 1: wird erteilt, wenn ein Täuschungsversuch unternommen wurde.

Die Noten haben in der Regel bis zu zwei Nachkommastellen. Dies ist oft bei Bewertung von schriftlichen Leistungen oder bei der Berechnung der Endnote aus dem arithmetischen Mittel der Teilnoten aus den erbrachten Leistungen im Semester der Fall.

### Dänemark

#### Historische Notensysteme
Seit 1788 wurde folgende Skala verwendet:
- Laudabilis præ ceteris (mit Auszeichnung)
- Laudabilis (laud) – (mit Lob)
- Haud illaudabilis (haud) – (nicht beunruhigend)
- Non contemnendus – (nicht zu verachten)
- 0

Alle Noten bis auf 0 waren bestanden. Die Note non contemnendus durfte bei jeder Prüfung nur eine begrenzte Anzahl Male auftreten. Die Skala wurde 1805 durch die sogenannte Ørstedsskala ersetzt. Jedoch verwendete die Universität in Kopenhagen die Skala weiterhin (jedoch wurde die Note für den Grad magisterkonferens 1870 in admissus umgeändert).
1805 bis 1963 wurde die Ørstedsskala verwendet (bevor sie durch die 13-Skala ersetzt wurde).
- Ug  „udmærket godt“ (Ausgezeichnet)
- Mg  „meget godt“ (Sehr gut)
- G  „godt“ (Gut)
- Tg  „temmelig godt“ (Ziemlich gut)
- Mdl  „mådeligt“ (Geht so)
- Slet (Schlecht)

Die Note Slet war dabei durchgefallen. Ørsted änderte die Skala 1833, die dann 1845 in Dänemark übernommen wurde; man gab jeder Note einen Zahlenwert. Sie bestand aus: Ug (8), Mg (7), G (5), Tg (1), Mdl (-7) und Slet (-23). Dabei wurde bewusst ein größerer Sprung zwischen den schlechteren Noten gewählt. In 1871 änderte man die Skala, indem man den Noten die Präfixe + und - anheftete. Dabei waren alle Noten ab G- durchgefallen:
- Ug (8)
- Ug- (7 2/3)
- Mg+ (7 1/3)
- Mg (7)
- Mg- (6 1/3)
- G+ (5 2/3)
- G (5)
- G- (3 2/3)
- Tg+ (2 1/3)
- Tg (1)
- Tg- (-1 2/3)
- Mdl+ (-4 1/3)
- Mdl (-7)
- Mdl- (-12 1/3)
- Slet+ (-17 2/3)
- Slet (-23)

Zwischen 1903 und 1919 verwendete man eine simplere Skala mit Ganzzahlen (die 1911 justiert wurde). Danach verwendete man wieder die Skala aus dem Jahre 1871. Diese wurde wiederum 1943 geändert, indem man die Noten Mdl- und Slet entfernte und zu allen Zahlenwerten die Zahl sieben addierte.
- Ug (15)
- Ug- (14 2/3)
- Mg+ (14 1/3)
- Mg (14)
- Mg- (13 1/3)
- G+ (12 2/3)
- G (12)
- G- (10 2/3)
- Tg+ (9 1/3)
- Tg (8)
- Tg- (5 1/3)
- Mdl+ (2 2/3)
- Mdl (0)
- Slet (-16)

In den 1950er Jahren verwendete man parallel auch eine Notenskala mit 6 für Ug, 5 als Mg etc. mit den möglichen Suffixen + und -.
Ab 1963 verwendete man die 13-Skala in den Schulen und ab 1971 an den Hochschulen. Die sogenannte „13-skala“ wurde in der Bekanntmachung 513 v. 22. Juni 1995 erwähnt. Die folgende Tabelle zeigt, wie die 13-Skala aufgebaut war, was sie bedeutete und wie die Noten auf der heutigen Skala („7-trins-skala“ v. 2006/07) aussehen würden:
| Noten 13-Skala | Umrechnung in 7-Stufen-Skala | Erläuterung (Dänisch)                                                    | Erläuterung (Deutsch)                                             |
| -------------- | ---------------------------- | ------------------------------------------------------------------------ | ----------------------------------------------------------------- |
| 13             | 12                           | For den usædvanlig selvstændige og udmærkede præstation                  | Für die außergewöhnlich selbständige und hervorragende Leistung   |
| 11             | 12                           | For den udmærkede og selvstændige præstation                             | Für die hervorragende und selbständige Leistung                   |
| 10             | 10                           | For den udmærkede, men noget rutineprægede præstation                    | Für die ausgezeichnete, aber etwas routinemäßige Leistung         |
| 9              | 7                            | For den gode præstation, der ligger lidt over middel                     | Für die gute Leistung, die ein wenig über dem Mittel liegt        |
| 8              | 7                            | For den middelgode præstation                                            | Für die mittelgute Leistung                                       |
| 7              | 4                            | For den ret jævne præstation, der ligger lidt under middel               | Für die mäßige Leistung, die ein wenig unter dem Mittel liegt     |
| 6              | 02                           | For den netop acceptable præstation                                      | Für die noch ausreichende Leistung                                |
| 05             | 00                           | For den usikre og ikke tilfredsstillende præstation                      | Für die unsichere und nicht ausreichende Leistung                 |
| 03             | 00                           | For den meget usikre, meget mangelfulde og utilfredsstillende præstation | Für die sehr unsichere, sehr mangelhafte und ungenügende Leistung |
| 00             | -3                           | For den helt uantagelige præstation                                      | Für die völlig ungenügende Leistung                               |

Neben der 13-Skala verwendeten einige unteren Klassen die Hervorragend-Skala:
| Abk. | Note                          |
| ---- | ----------------------------- |
| u    | Fein                          |
| m    | Sehr befriedigend             |
| t    | Befriedigend                  |
| j    | Gleichmäßig zufriedenstellend |
| mi   | Weniger zufriedenstellend     |
| im   | Nicht befriedigend            |

Die Hervorragend-Skala wird heute noch an einigen Privatschulen für untere Klassen verwendet.

#### Aktuelles Notensystem seit 2006/07 (7-Stufen-Skala)
Um die ECTS-Punkte besser abzubilden, wurde die „7-trins-skala“ (7-Stufen-Skala) entworfen. Die Noten 00 und 02 werden dabei mit einer Null am Anfang geschrieben, damit sie nicht einfach in eine 10 oder 12 umgewandelt werden können:
| Noten 7-Stufen-Skala | Bezeichnung                 | Beschreibung | ECTS |
| -------------------- | --------------------------- | --- | ---- |
| 12                   | Die hervorragende Leistung  | Die Note 12 wird für die hervorragende Leistung vergeben, die die vollständige Erfüllung der Ziele des Fachs ohne oder mit nur geringen unbedeutenden Mängeln demonstriert | A    |
| 10                   | Die ausgezeichnete Leistung | Die Note 10 wird für die hervorragende Leistung vergeben, die die umfassende Erfüllung der Ziele des Fachs mit einigen geringfügigen Mängeln demonstriert                  | B    |
| 7                    | Die gute Leistung           | Die Note 7 wird für die gute Leistung vergeben, die die Erfüllung der Ziele des Fachs mit einer Reihe von Mängeln belegt                                                   | C    |
| 4                    | Die stetige Leistung        | Die Note 4 wird für die reibungslose Leistung vergeben, die einen geringeren Grad an Erfüllung der Ziele des Fachs mit mehreren signifikanten Mängeln zeigt                | D    |
| 02                   | Die angemessene Leistung    | Die Note 02 wird für die ausreichende Leistung vergeben, die den minimal akzeptablen Grad der Erfüllung der Ziele des Fachs nachweist                                      | E    |
| 00                   | Die unzureichende Leistung  | Die Note 00 wird für die unzureichende Leistung vergeben, die keinen akzeptablen Grad der Erfüllung der Ziele des Fachs nachweist                                          | Fx   |
| -3                   | Die schlechte Leistung      | Die Note -3 wird für die völlig inakzeptable Leistung vergeben | F    |

Die Universität Flensburg und die Süddänische Universität in Sønderborg haben für ihre grenzüberschreitenden Studiengänge folgende anleitende Umrechnungstabelle entwickelt:
- 12 entspricht 1,0–1,3
- 10 entspricht 1,7–2,0
- 7 entspricht 2,3–3,0
- 4 entspricht 3,3–3,7
- 02 entspricht 4,0
- 00 und −3 entsprechen 5,0

Für die dänischen Gymnasien in Schleswig-Holstein, die Duborg-Skolen und A. P. Møller-Skolen, wurde eine Umrechnungstabelle für den Notendurchschnitt erstellt:
| Deutscher Durchschnitt | Umrechnungstabelle bis 2011 | Umrechnungstabelle 2012-2017 | Umrechnungstabelle 2018-2020 | Umrechnungstabelle 2021-2023 |
| ---------------------- | --------------------------- | ---------------------------- | ---------------------------- | ---------------------------- |
| 4,0                    | 2,0                         | 2,0                          | 2,0                          | 2,0                          |
| 3,9                    | 2,2                         | 2,0                          | 2,0                          | 2,0                          |
| 3,8                    | 2,4                         | 2,0                          | 2,1                          | 2,0                          |
| 3,7                    | 2,6                         | 2,4                          | 2,3                          | 2,2                          |
| 3,6                    | 3,4                         | 2,8                          | 2,7                          | 2,7                          |
| 3,5                    | 3,7                         | 3,1                          | 3,1                          | 3,0                          |
| 3,4                    | 4,1                         | 3,5                          | 3,5                          | 3,3                          |
| 3,3                    | 4,5                         | 3,9                          | 3,9                          | 3,9                          |
| 3,2                    | 4,9                         | 4,4                          | 4,4                          | 4,3                          |
| 3,1                    | 5,3                         | 4,9                          | 4,8                          | 4,9                          |
| 3,0                    | 6,0                         | 5,4                          | 5,3                          | 5,4                          |
| 2,9                    | 6,2                         | 5,8                          | 5,8                          | 5,9                          |
| 2,8                    | 6,6                         | 6,2                          | 6,3                          | 6,4                          |
| 2,7                    | 6,8                         | 6,6                          | 6,6                          | 6,8                          |
| 2,6                    | 7,3                         | 7,0                          | 7,0                          | 7,2                          |
| 2,5                    | 7,5                         | 7,4                          | 7,2                          | 7,5                          |
| 2,4                    | 8,0                         | 7,8                          | 7,6                          | 7,9                          |
| 2,3                    | 8,2                         | 8,1                          | 7,9                          | 8,2                          |
| 2,2                    | 8,4                         | 8,5                          | 8,3                          | 8,7                          |
| 2,1                    | 8,8                         | 8,8                          | 8,5                          | 9,0                          |
| 2,0                    | 9,0                         | 9,2                          | 9,0                          | 9,3                          |
| 1,9                    | 9,4                         | 9,5                          | 9,3                          | 9,6                          |
| 1,8                    | 9,6                         | 9,8                          | 9,7                          | 9,9                          |
| 1,7                    | 10,0                        | 10,0                         | 10,0                         | 10,2                         |
| 1,6                    | 10,4                        | 10,3                         | 10,3                         | 10,5                         |
| 1,5                    | 10,5                        | 10,5                         | 10,6                         | 10,7                         |
| 1,4                    | 11,0                        | 10,9                         | 11,0                         | 11,0                         |
| 1,3                    | 11,4                        | 11,1                         | 11,2                         | 11,3                         |
| 1,2                    | 12,0                        | 11,5                         | 11,3                         | 11,4                         |
| 1,1                    | 12,0                        | 11,7                         | 11,5                         | 11,6                         |
| 1,0                    | 12,0                        | 12,7                         | 12,7                         | 12,7                         |

### Estland
In Estland gibt es Noten von 5 bis 1, wobei 5 das bestmögliche Ergebnis ist.
- 5: väga hea „sehr gut“ (90–100 %)
- 4: hea „gut“ (70–89 %)
- 3: rahuldav „befriedigend“ (45–69 %)
- 2: mitte rahuldav „nicht befriedigend“ (20–44 %)
- 1: puudulik „ungenügend“ (0–19 %)

Für das Bestehen muss mindestens die Note 3 erreicht werden.
Darüber hinaus gibt es in Estland für Schüler in logopädischer Behandlung in sprachbezogenen Fächern, so wie für Schüler mit allgemeinen Lernschwierigkeiten (sofern im nachhilfeähnlichen parandusõpe-Programm) in allen Fächern folgenden Bewertungsmaßstab:
- 5: väga hea „sehr gut“ (85–100 %)
- 4: hea „gut“ (65–84 %)
- 3: rahuldav „befriedigend“ (45–64 %)
- 2: mitte rahuldav „nicht befriedigend“ (20–44 %)
- 1: puudulik „ungenügend“ (0–19 %)

### Finnland
In Finnland werden Punkte von 4 bis 10 vergeben, wobei 10 (in Grundschulen und gymnasialen Oberstufen) das bestmögliche Ergebnis ist. In Fachschulen, Fachhochschulen und Universitäten werden Punkte von 0 bis 5 vergeben, wobei 5 die höchste Punktzahl ist. In vielen Fach- und Fachhochschulen werden Punkte von 0 bis 3 vergeben, wobei 3 die höchste Punktzahl ist.
- 10: erinomainen (ausgezeichnet)
- 9: kiitettävä (sehr gut)
- 8: hyvä (gut)
- 7: tyydyttävä (befriedigend)
- 6: kohtalainen (ausreichend)
- 5: välttävä (mangelhaft)
- 4: heikko / hylätty (schwach / ungenügend)

### Frankreich
Im französischen Schulsystem wird eine Notenskala mit 20 Punkten benutzt, wobei 20 die höchste und 0 die niedrigste Punktzahl ist. Die Grenze zum Bestehen liegt meist bei 10. Im Gegensatz zum US-amerikanischen Schulsystem werden Noten zwischen 12 und 13 normalerweise nicht als schlecht betrachtet. 15 wird bereits als „gut“, 16 und 17 als „sehr gut“ bezeichnet.
Dasselbe Notensystem wird in Belgien, Tunesien, Algerien, Marokko, im französischsprachigen Teil Kameruns sowie im Iran verwendet.

### Georgien
An vielen Schulen in Georgien wird statt des russischen Prinzips mit Noten von 0 bis 10 gewertet. Somit ist eigentlich die 0 die schlechteste und die 10 die beste Note. In Südossetien und Abchasien wird aber noch das russische System verwendet.

### Griechenland
Im Bildungssystem in Griechenland wird in der Primarstufe (Grundschule (Dimotiko), Klassenstufen 1 bis 6) eine Notenskala von 0 bis 10 benutzt, wobei 10 die höchste, 0 die niedrigste Note und 5 die Bestehgrenze darstellt. An den weiterführenden Schulen (Gymnasio und Lykio) wird dagegen eine Notenskala von 0 bis 20 verwendet, mit der Note 10 (teilweise auch 9,5) als Bestehensgrenze. An griechischen Universitäten ist die 10 wiederum die höchste, 0 die niedrigste Note und 5 die Bestehensgrenze.
An weiterführenden Schulen und Universitäten erfolgt die Bewertung einzelner schriftlicher Prüfungsleistungen anhand eines Punkte-Schemas, die erzielte Punktezahl wird dabei fast immer analog und unverzerrt in die zu vergebende Note umgerechnet. Eine Benotung von genau 10 an Universitäten bzw. genau 20 an weiterführenden Schulen wird somit nur bei tatsächlicher Fehlerfreiheit der schriftlichen Arbeit vergeben.
An weiterführenden Schulen lauten die Prädikate:
- 18-20: άριστα (exzellent)
- 16-18: λίαν καλώς (sehr gut)
- 13-16: καλώς (gut)
- 10-13: σχεδόν καλώς (fast gut)
- 5-9,9: ανεπαρκώς (nicht ausreichend)
- 0-5: κακώς (schlecht)

An Universitäten werden folgende Prädikate vergeben:
- 8,5-10,0: άριστα (exzellent)
- 6,5-8,49: λίαν καλώς (sehr gut)
- 5,0-6,49: καλώς (gut)
- 0,0-4,99: ανεπιτυχώς (nicht erfolgreich)

### Großbritannien
In Großbritannien wird mithilfe von Buchstaben bewertet, was anhand des folgenden Auszugs aus dem European Credit Transfer System (ECTS)
ersichtlich wird. Die Prozentangaben beziehen sich auf die Gesamtzahl der Prüflinge, die bestanden haben. Zusätzlich gibt es die Note F für diejenigen, die nicht bestanden haben:
- A: die besten 5 %
- B: die nächsten 10 %
- C: die nächsten 35 %
- D: die nächsten 30 %
- E: die schlechtesten 20 %

Allerdings werden die Buchstaben im Schulwesen seit 1987 nicht mehr an Prozentränge gekoppelt. GCSEs (in der Regel mit 16 absolviert) werden auf einer Skala mit A*, A, B, C, D, E, F, G, U (mit U für nicht bestanden) bewertet. Obwohl die Noten A* – G technisch gesehen als bestanden gelten, werden oft nur die Noten A* – C von Arbeitgebern als bestanden akzeptiert.
2009/2010 wurde die bis dato nicht vergebbare A*-Note für die dem deutschen Abitur entsprechenden A-Levels eingeführt, um bei den besten Schülern besser differenzieren zu können. Die Noten F und G werden nicht vergeben.
Das schottische Schulsystem unterscheidet sich von anderen Ländern des Vereinigten Königreichs. Der dortige Schulabschluss (Advanced) Highers wird mit den Buchstaben A bis D benotet.
Der Bachelorabschluss wird wiederum mit einem anderen System klassifiziert, das in der Regel so vergeben wird:
- First (1st): 70–100 %
- Upper second (two-one „2:1“): 60–69 %
- Lower second (two-two „2:2“, oft 'Desmond' genannt[33]: 50–59 %
- Third (3rd): 40–49 %
- Fail „nicht bestanden“: 0–39 %

Im Master gibt es zumeist folgende Notenstufen:
- Distinction: 70-100 %
- Merit: 60-69 %
- Pass: 50-59 %
- Fail: 0-49 %

Hierbei ist aber zu beachten, dass insbesondere an britischen Elite-Universitäten wie Oxford, Cambridge und LSE selbst die Notenstufe merit häufig sehr schwer und Punktzahlen von über 80 % praktisch unmöglich zu erreichen sind.

### Italien
Im italienischen Schulsystem gibt es Noten von 0 bis 10, wobei 0 die schlechteste und 10 die beste Note ist. Alle Schulnoten unter und einschließlich 5 sind negativ und somit nicht ausreichend. Sollte ein Schüler nur eine negative Note im Bewertungsbogen (egal in welchem Fach, außer in Religion) haben, wird er nicht in die nächste Schulstufe versetzt, es sei denn, die negative Note wird (in der Grund- und Mittelschule) mit Beschluss des Klassenrates mit drei Sternen (***) aufgerundet oder (in der Oberschule) mit bestandenen Nachprüfungen in den jeweiligen Fächern aufgebessert. Da es mehr negative als positive Noten gibt und es deshalb schwer ist, einen negativen Notendurchschnitt wieder in den positiven Bereich zu heben, wird in manchen Grund- und Mittelschulen mit Zustimmung des Lehrerkollegiums der gesamten Schule und des Schulrats die Anzahl der negativen Noten auf zwei (4 und 5) beschränkt. Die Note 0 bedeutet „nicht bewertbar“ und wird somit nur vergeben, wenn die Leistungskontrolle äußerst schlecht ausgefallen ist (z. B. unleserlich geschrieben) oder, im Falle eines schriftlichen Tests, leer abgegeben wurde.
| Wert | Italienisch         | Deutsch                    |
| ---- | ------------------- | -------------------------- |
| 0    | non classificabile  | „nicht bewertbar“          |
| 1    | estremamente scarso | „extrem unzureichend“      |
| 2    | decisamente scarso  | „entschieden unzureichend“ |
| 3    | molto scarso        | „sehr unzureichend“        |
| 4    | scarso              | „unzureichend“             |
| 5    | insufficiente       | „nicht genügend“           |
| 6    | sufficiente         | „genügend“                 |
| 7    | discreto            | „zufriedenstellend“        |
| 8    | distinto            | „gut“                      |
| 9    | ottimo              | „sehr gut“                 |
| 10   | eccellente          | „ausgezeichnet“            |

Die Noten 9 und 10 werden jedoch sehr selten vergeben; somit ist ein Vergleich mit den Systemen der deutschsprachigen Länder nicht möglich. Normalerweise werden Klausuren mit einer 8 als bestmögliche Note bewertet; die Noten 9 und 10 werden hingegen eher nur in Ausnahmefällen oder bei Abschlussprüfungen verwendet.
Die Noten können außerdem um einen halben (z. B. durch das Schreiben von 5½ bei der Note 5,5) oder einen viertel Punkt (durch die Hinzufügung von +, z. B. 5+) erhöht oder vermindert werden. So wird eine 5+ als 5,25 berechnet und eine 5/6 als 5,5. Die Noten können auch um einen Wert von 0,25 vermindert werden (durch die Hinzufügung von −). So wird eine 5− als 4,75 berechnet.
Neben den fachlichen Noten gibt es auch eine Note im Betragen (voto di condotta „Betragensnote“), die von den Noten 5 bis 10 belegt wird, wobei die Noten andere Aussagen erfüllen: Die Note 5 im Betragen führt zur unwiderruflichen Nichtversetzung.
An der Universität werden in Italien Noten von 0 bis 30 vergeben, wobei 0 die schlechteste und 30 die beste Note ist. Alle Schulnoten unter und einschließlich 17 sind negativ und somit nicht ausreichend. Negative Noten werden aber nur selten vergeben, da die Möglichkeit besteht, eine Note abzulehnen und die Prüfung zu wiederholen. 30 kann auch durch die Hinzufügung einer Auszeichnung erhöht werden: Ein „30 e lode“ wird normalerweise als 32 berechnet.
Der Bachelor- bzw. Magisterabschluss wird wiederum mit einem anderen System klassifiziert, bei welchem in der Regel Noten zwischen 77 und 110 vorgesehen sind und bei dem 77 die niedrigste Punktzahl ist, um die Abschlussprüfung zu bestehen. Da italienische Studenten zur Abschlussprüfung zugelassen werden und die Zulassung nur erfolgt, wenn alle Prüfungen bestanden wurden, ein von der Fakultät festgesetzter Durchschnitt (in der Regel von mindestens 20,1) erreicht ist und die Diplomarbeit von zwei verschiedenen Professoren als zufriedenstellend bewertet wurde, ist es fast unmöglich, dass jemand diese Abschlussprüfung nicht besteht.

### Lettland
- 10: Izcili (ausgezeichnet)
- 9: Teicami (fast ausgezeichnet)
- 8: Ļoti labi (sehr gut)
- 7: Labi (Gut)
- 6: Gandrīz labi (fast gut)
- 5: Viduvēji (ausreichend)
- 4: Gandrīz viduvēji (fast ausreichend)
- 3: Vāji (schwach / ungenügend)
- 1–2: Ļoti vāji (sehr schwach)

### Luxemburg
In Luxemburg wird eine Notenskala mit 60 Punkten verwendet, bei der 60 die höchste und 01 die niedrigste Punktzahl ist. Die Grenze zum Bestehen liegt meist bei 30. Jedoch existiert die Möglichkeit, ein Fach bzw. zwei Fächer mit einem Durchschnitt ab 20 auch zu bestehen, wenn eine Jahresdurchschnittsnote von 38 bzw. 36 erreicht wurde.
Notenverteilung:
- 50–60: très bien „sehr gut“
- 40–49: bien „gut“
- 30–39: satisfaisant „befriedigend“
- 20–29: insuffisant „ungenügend“
- 10–19: mauvais „schlecht“
- 01–09: très mauvais „sehr schlecht“

### Nordmazedonien
In Nordmazedonien reicht die Skala von 1 bis 5, wobei 5 die beste Note ist.
- 5: odličen „ausgezeichnet“
- 4: mnogu dobar „sehr gut“
- 3: dobar „gut“
- 2: dovolen „genügend“
- 1: nedovolen „ungenügend“

Bei der Hochschulbildung wird eine Skala von 5 bis 10 verwendet. 10 ist die höchste Note und 5 ist ungenügend. Die Noten werden hier nicht wörtlich bezeichnet und es wird hauptsächlich zwischen „bestanden“ (6-10) und „durchgefallen“ (5) unterschieden. Die 5 wird fast nie ins Studienbuch eingetragen.

### Niederlande

#### Benotung in der Schule
In den Niederlanden wird eine Beurteilungsskala von 1 bis 10 verwendet. Im Gegensatz zur deutschen Wertungsfolge gilt die untere Hälfte des Zahlenbereichs als ungenügend, und 6-10 als genügend. An der Universität gilt in der Regel 5,5 als Grenze für das Bestehen von Prüfungen.
- 10: uitmuntend „ausgezeichnet (i.S. von fehlerfrei)“
- 9: zeer goed „sehr gut“
- 8: goed „gut“
- 7: ruim voldoende „befriedigend“
- 6: voldoende „genügend/ausreichend“
- 5: bijna voldoende „fast genügend“
- 4: onvoldoende „ungenügend“
- 3: gering „stark ungenügend“
- 2: slecht „schlecht“
- 1: zeer slecht „sehr schlecht“

Kopfnoten fließen nicht in den Bewertungen der Fächer mit ein.
Ein zweites System, das vor allem in der Berufsausbildung und im Hochschulunterricht oftmals in einer Kombination mit dem obenerwähnten System Anwendung findet, ist folgendes:
- G: goed „gut“
- V: voldoende „genügend“
- O: onvoldoende „ungenügend“

Diese Skala kann am oberen Ende noch um die Beurteilung ZG (zeer goed „sehr gut“) erweitert werden.
Im friesischen Sprachgebiet können die Kurzformen durch die friesischen Varianten G (goed), F (foldwaande), U (ûnfoldwaande) ersetzt werden.

#### Benotung an Hochschulen (Universitäten und Fachhochschulen)
An niederländischen Hochschulen wird eine Skala von 1 bis 10 verwendet. Die Noten 1 bis 5 gelten meist als ungenügend. Oft wird bei Erreichen einer Note unter 5 einfach nur ein O/NVD oder F eingesetzt. Die Noten 9 und 10 werden sehr selten vergeben. Erkennbar ist die Seltenheit der Noten 9 und 10 auch daran, dass in vielen Studiengängen die 8,0 oder 8,5 zum Attribut (lateinisch) cum laude bzw. (englischsprachig) with distinction, (übersetzt) also „ausgezeichnet“ genügt. Manche Hochschulen geben bereits bei einer Durchschnittsnote von 7,5 ein „Cum laude“, allerdings darf der Student in einem solchen Fall nicht länger als das 1,5fache der Studienzeit genutzt und auch keine Prüfungen mit einer Note schlechter als 7 abgeschlossen haben. Die Auszeichnungen „cum laude“, „magna cum laude“, „summa cum laude“ werden selten bzw. äußerst selten vergeben. Dieser Fakt wurzelt in der niederländischen Bewertungskultur, die weit in das 19. Jahrhundert zurückreicht. In dieser Zeit wurde beschlossen, dass eine 10 nur bei absoluter Perfektion gegeben werden sollte; diese war unter kritischen niederländischen Akademikern allerdings kaum zu erreichen. Wie auch die 10 wird die 9 in den Niederlanden gerade bei Kolloquien, Essays und Präsentationen mit offenen Fragen kaum gegeben.
Das Umrechnen von Noten in andere Landesnoten sollte nur in Ausnahmefällen geschehen. Eine Umrechnung von Noten aus den Niederlanden in z. B. deutsche Noten durch die Nutzung der bayerischen Formel führt unter anderem durch Konvertierungsprobleme, ungleiche Linearitäten und Distributionen zu inakkuraten Ergebnissen. Auch die modifizierte bayerische Formel stellt kein „… universales Instrument zur einfachen Umrechnung von Noten aus verschiedenen Notensystemen …“ dar.
An manchen Hochschulen gilt eine Prüfungsleistung mit der Note 5 als bestanden, in den meisten Hochschulen allerdings muss mindestens eine 5,5 erreicht werden (ähnlich wie im Schulnotensystem). In der Beurteilung von Prüfungsleistungen ist es wichtig zu erkennen, dass gerade zwischen einer 5,5 und einer 6,5 die meisten aller vergebenen Noten liegen.
Nuffic (Netherlands Organisation for International Cooperation in Higher Education) ist vergleichbar mit dem deutschen Akademischen Austauschdienst und arbeitet stark mit verschiedenen anderen Austauschdiensten zusammen. Nuffic empfiehlt, basierend auf mehreren Studien in den Vereinigten Staaten sowie auch Großbritannien, folgende Notenumrechnung. Die Umrechnung in amerikanische sowie aber auch britische Notensysteme birgt wieder die Gefahr, inakkurat zu messen. Dennoch wurde folgende Tabelle basierend auf den in den Ländern de facto vergebenen Notendistributionen erstellt und ist damit als konkretes Vergleichswerkzeug ein Anhaltspunkt.
| Niederlande | USA  | UK   | Verteilung |
| ----------- | ---- | ---- | ---------- |
| 10          | A+   | A+   | first      |
| 9,5         | A+   | A+   | first      |
| 9           | A+   | A+   | first      |
| 8,5         | A+   | A    | first      |
| 8           | A    | A/A- | first      |
| 7,5         | A/A- | B+   | upper 2nd  |
| 7           | B+   | B    | upper 2nd  |
| 6,5         | B    | C+   | lower 2nd  |
| 6           | B-/C | C/D  | lower 2nd  |
| 5,5         | D    | D    | third      |
| <5,5        | E/F  | E/F  |            |

Auch die Hochschullandschaft in Deutschland hat bereits verschiedene Vergleichstabellen erstellt. Gerade durch die schwierige Vergleichbarkeit von z. B. Prüfungsleistungen, die in Auslandssemestern erbracht wurden und potenzielle Bewerbungen um einen Masterstudienplatz wurde dies wichtig. Für deutsche Studenten, die in den Niederlanden studieren wollen oder umgekehrt, kann eine konkrete Richtlinie für die Umrechnung von Hochschulnoten hilfreich sein.
| Niederlande | Deutschland |
| ----------- | ----------- |
| 9–10        | ~1,0        |
| 8           | ~1,2        |
| 7,5         | ~1,7        |
| 7           | ~2,0        |
| 6,5         | ~3          |
| 6           | ~3,7        |
| 5,5         | ~4          |
| 5           | ~4-/5       |

### Norwegen
In Norwegen werden in der Sekundarstufe (8. bis 13. Klasse) folgende Noten vergeben:
- 6: Der Schüler hat ausgezeichnete Kompetenz im Fach
- 5: Der Schüler hat sehr gute Kompetenz im Fach
- 4: Der Schüler hat gute Kompetenz im Fach
- 3: Der Schüler hat ziemlich gute Kompetenz im Fach
- 2: Der Schüler hat niedrige Kompetenz im Fach
- 1: Der Schüler hat sehr niedrige Kompetenz im Fach (= nicht bestanden)

In der nichtoffiziellen Notenvergabe sieht die Skala so aus: 6, 6−, 6/5, 5/6, 5+, 5, 5−, 5/4, 4/5, 4+, 4, 4−, 4/3, 3/4, 3+, 3, 3−, 3/2, 2/3, 2+, 2, 2−, 2/1, 1/2, 1+, 1
An Hochschulen werden die ECTS-Noten von A bis F mit etwa denselben Beschreibungen wie für die Sekundarstufenoten verwendet. Schülern der 1. bis 7. Klasse dürfen keine Noten gegeben werden.

### Polen
In Polen gibt es die Noten 1 bis 6:
- 6: celujący (cel) „ausgezeichnet“
- 5: bardzo dobry (bdb) „sehr gut“
- 4: dobry (db) „gut“
- 3: dostateczny (dst) „befriedigend“
- 2: dopuszczający (dop) „ausreichend“
- 1: niedostateczny (ndst) „ungenügend“

### Polnische Hochschulen
- 5: bardzo dobry  (bdb) „sehr gut“
- 4,5: dobry plus (db+) „voll gut“
- 4: dobry (db) „gut“
- 3,5: dostateczny plus (dst+) „voll befriedigend“
- 3: dostateczny (dst) „befriedigend“
- 2: „ungenügend“
- 1: existiert nicht

### Portugal
In Portugal reichen die Noten von 5 bis 1, wobei 5 die beste Note ist.
- 5: Excelente „sehr gut“
- 4: Satisfaz bastante „gut“
- 3: Satisfaz „befriedigend“
- 2: Não satisfaz „nicht befriedigend“
- 1: Fraco „ungenügend“

In der Oberstufe (ensino secundário) und an den Universitäten wird eine Skala von 0 bis 20 benutzt, wobei man mindestens die Note 10 (gleich 50 %) braucht, um zu bestehen.

### Rumänien
In Rumänien wird heute eine Punkteskala von theoretisch 0 bis 10 mit zwei Nachkommastellen benutzt. Das gilt auch beim Abitur. So entspricht etwa die Note 7,38 einer 3+, also „vollbefriedigend“. Ursprünglich haben die Rumänen das französische Notensystem (damals war auch in Frankreich noch 10 die beste Note) übernommen. Die Bestehensgrenze liegt meist bei 5,00. Die 1 wird bei Verwendung unerlaubter Hilfsmittel oder dem unerlaubten Helfen Anderer vergeben. Als kleinste Noten werden dann, abhängig von der Gutmütigkeit des Lehrers, entweder die 2 oder 3 vergeben.

### Russland
In Russland geht die Skala von 1 bis 5, wobei 5 die beste Note ist. 5, 4 und 3 bedeuten das Bestehen, 2 das Nicht-Bestehen. Eine 1 wird sehr selten vergeben.
- 5: отлично (otlitschno) „ausgezeichnet“
- 4: хорошо (choroscho) „gut“
- 3: удовлетворительно (udowljetworitelno) „befriedigend“
- 2: неудовлетворительно (neudowljetworitelno) „ungenügend“ (wird meistens als schlechteste Notenstufe verwendet, und auch als „Strafnote“ z. B. beim schlechten Verhalten des Schülers usw.)
- 1: очень плохо (otschen plocho) „sehr schlecht“

### Serbien, Bosnien, Kroatien und ehemaliges Jugoslawien
- 5: odličan/izvrstan (одличан/изврштан) – ausgezeichnet
- 4: vrlo dobar (врло добар) – sehr gut
- 3: dobar (добар) – gut
- 2: dovoljan (довољан) – genügend
- 1: nedovoljan (недовољан) – ungenügend

### Slowakei und Tschechien
In der Slowakei und in Tschechien ist das Notensystem aufgrund der gemeinsamen Vergangenheit (siehe: Österreich-Ungarn) ähnlich dem in Österreich:
Slowakei:
- 1: výborný „ausgezeichnet“
- 2: chválitebný „lobenswert“
- 3: dobrý „gut“
- 4: dostatočný „genügend“
- 5: nedostatočný „ungenügend“

Tschechien:
- 1: výborný „ausgezeichnet“
- 2: chvalitebný „lobenswert“
- 3: dobrý „gut“
- 4: dostatečný „genügend“
- 5: nedostatečný „ungenügend“

### Slowenien und ehemaliges Jugoslawien
In Slowenien sind die Notenbezeichnungen mit den serbischen, bosnischen und kroatischen zu vergleichen, aber auch hier ist 5 die beste Note:
- 5: odlično „ausgezeichnet“
- 4: prav dobro „sehr gut“
- 3: dobro „gut“
- 2: zadostno „genügend“
- 1: nezadostno „ungenügend“

### Spanien
In Spanien gibt es die Noten 0 bis 10:
- 10: Matrícula de honor „Ehrennote“
- 9–10: Sobresaliente „ausgezeichnet“
- 7–8: Notable „bemerkenswert“
- 6–7: Bien „gut“
- 5–6: Suficiente „ausreichend“
- 3–5: Insuficiente „ungenügend“
- 0–3: Muy deficiente „sehr mangelhaft“

Über 5 ist aprobado „bestanden“.
Unter 5 ist suspenso „nicht bestanden“.
Die 10 entspräche im Deutschen System einer 1 mit Auszeichnung und wird nur für herausragende Leistungen verteilt. An der Universität führt sie zur Rückerstattung der für den Kurs bezahlten Studiengebühren.

### Türkei
In der Türkei gab es die Noten 1–5, wobei die 5 die beste und 1 die schlechteste Note war.
Notensystem bis einschließlich 2012–2013
| 0-24   | 0 | etkisiz | nicht effektiv |
| 25–44  | 1 | geçmez  | ungenügend     |
| 45–54  | 2 | geçer   | genügend       |
| 55–69  | 3 | orta    | mittel         |
| 70–84  | 4 | iyi     | gut            |
| 85–100 | 5 | pekiyi  | sehr gut       |

- Die Durchschnittsnote wird mit den Punktzahlen und nicht mit den Noten berechnet.

Aktuell werden Punktzahlen bis einschließlich 100 benutzt. Diese Punktzahlen entsprechen dem Verhältnis der korrekten Antworten zu den Antworten insgesamt (%).
| 0–50   | geçmez | ungenügend |
| 51–59  | orta   | mittel     |
| 60–69  | geçer  | genügend   |
| 70–84  | iyi    | gut        |
| 85–100 | pekiyi | sehr gut   |

### Ukraine
In der Ukraine werden in den Schulen Noten von 1 bis 12 benutzt. Bis 2005 war auch hier eine 5 die beste Note; eine theoretisch mögliche 1 wurde, wie in der ehemaligen Sowjetunion, nicht erteilt, sodass eine 2 die schlechteste Note darstellte.
- 10–12: відмінно „sehr gut“, früher 5
- 7–9: добре „gut“, früher 4
- 4–6: задовільно „genügend“, früher 3
- 1–3: незадовільно „ungenügend“, früher 2

### Ungarn
In Ungarn gibt es ein Fünfstufensystem, jedoch ist hier 5 die beste Note:
- 5: jeles „lobenswert“
- 4: jó „gut“
- 3: közepes „mittelmäßig“
- 2: elégséges „genügend“
- 1: elégtelen „ungenügend“

Das Symbol 5d wird nur im Halbjahrszeugnis, welches in Ungarn nicht als Zeugnis gilt, verwendet, da in die Jahresabschlusszeugnisse nur die literarischen Bezeichnungen eingetragen werden dürfen. Bei Bewertung hervorragender Schularbeiten wird 5* („5 mit Sternchen“) benutzt, welches sehr selten informell auch in Hochschulen/Universitäten vergeben wird.
Zur Bewertung einzelner Schularbeiten (also nur in Grund- und Mittelschulen) werden auch Zwischennoten benutzt. Beispiele: 3/4 (háromnegyed, wörtlich „drei Viertel“), 4, (négy alá „unter 4“, entspricht etwa „noch gut“). Diese kommen ziemlich oft vor. Noten wie „4'“ („über 4“) und „5,,,“ („5, aber nur ganz knapp“) sind Kuriosa, welche nur noch von wenigen Lehrern vergeben werden. Somit sieht in den meisten Fällen die erweiterte Notenskala mit Zwischennoten aus wie folgt:
5d 5* 5 5, 4/5 4 4, 3/4 3 3, 2/3 2 2, 1/2 1 („1,“ existiert in der Regel ebenfalls nicht)

## Schulnoten in Amerika

### Argentinien
Die Notenskala in Argentinien reicht von 1 bis 10, wobei zehn die beste Note ist. Die Noten werden oft in Kommazahlen ausgedrückt. Eine Prüfung gilt generell ab 6,0 Punkten als bestanden.

### Brasilien
In Brasilien liegen die Noten heutzutage zwischen 0 und 10 (früher bis zu 100). 10 ist die beste Note. Die Noten werden oft in Dezimalzahlen ausgedrückt. Normalerweise muss man eine Abschlussnote von mindestens 5 (6 in einigen Schulen) erreichen, um zu bestehen. Jede Prüfung muss mindestens eine 7 (oder 6; in einige Schulen sogar 8) erhalten, andernfalls wird man zu einer zweiten Prüfung („prova de recuperação“) eingeladen, um zu versuchen, die Note zu verbessern.
Wenn am Ende des Jahres die Abschlussnote 5 nicht erreicht wird, muss man einen zusätzlichen Test ablegen („prova final“). Dieser Test wird dann auch zur Berechnung der Abschlussnote herangezogen.

### Kanada
Es werden in den Grundschulen die Noten 1 bis 4+ vergeben, wobei 4+ die höchste Note ist.
In den Gymnasien und in der Hochschule gibt es eine sogenannte Prozentnote. Die höchste tatsächlich erreichte Punktzahl entspricht 100 % und ist die beste Note. Bei weniger als 50 % ist man durchgefallen.
An Hochschulen wird das GPA-System (Grade Point Average) angewendet, oftmals in Kombination mit dem Buchstaben-System. Dabei gibt es jedoch Unterschiede zwischen den Universitäten. An der University of Waterloo werden die Noten von 0 bis 50 angegeben und entsprechen der Hälfte der Prozentnote. An der University of Toronto, die das amerikanische System benutzt, reicht die Spanne von 1.0 bis 4.0, wobei die beste Note 4.0 ist.
Doch Vorsicht ist geboten, denn eine wesentliche Unterscheidung gibt es zum amerikanischen Notensystem:
während in den USA üblicherweise 90–100 % = A, 80–89 % = B, 70–79 % = C, 60–69 % = D, und unter 60 % = F („failure“, nicht bestanden), ist das System in Kanada ganz anders.
In Kanada gilt etwa: 80–100 % = A, 70–79 % = B, 60–69 % = C, 50–59 % = D und unter 50 % = F („failure“). Dies bedeutet, dass es im geisteswissenschaftlichen Bereich ausgesprochen selten der Fall ist, dass man eine Note über 90 % erlebt, während das in USA viel öfter vorkommt.
Zwischennoten mit Plus (+) und Minus (−) werden auch verwendet und offiziell anerkannt (siehe unter USA).

### Mexiko
In Mexiko wird von 5 bis 10 benotet.
- 9–10: Ausgezeichnet
- 8–9: Sehr gut
- 7–8: Gut
- 6–7: Genügend
- 5–6: Ungenügend

### USA
Das Benotungssystem in den Vereinigten Staaten ist nicht einheitlich. Am häufigsten wird ein diskretes System mit Buchstaben verwendet. Da die Festlegung des Notensystems aber Sache der Staaten und Universitäten ist, gibt es verschiedene Variationen.
In den meisten Fällen wird ein System mit fünf Buchstaben verwendet: A (Bestnote, hervorragend), B (über dem Durchschnitt, gut), C (Durchschnitt, mittelmäßig), D (ausreichend) und F („failure“, durchgefallen, nicht bestanden). In gewissen Staaten und Anstalten wird statt F auch E geschrieben. An A, B, C, und in den meisten Anstalten auch D, dürfen Plus (+) und Minus (−) angehängt werden. Solche Zwischennoten werden meist offiziell anerkannt und erscheinen daher auch in Zeugnissen und Studiennachweisen.
Den Noten ist üblicherweise ein Notenwert zugeordnet, der auch die Berechnung eines Durchschnitts von verschiedenen Fächern ermöglicht. Häufigst gilt A=4, B=3, C=2, D=1, und E oder F=0, wobei Plus und Minus gewöhnlich einer Auf- bzw. Abwertung von 0,3 entsprechen. Eine B− hat z. B. einen Notenwert von 2,7 und eine C+ hat 2,3.
Der Anteil der korrekt gelösten Aufgaben in einer Arbeit, um eine bestimmte Note zu erhalten, variiert, die häufigste Notentabelle sieht so aus:
| Note            | Prozent erfüllt | Notenwert (Grade Points) |
| --------------- | --------------- | ------------------------ |
| A               | 90–100          | 4,0–3,5                  |
| B               | 80–89           | 3,49–2,5                 |
| C               | 70–79           | 2,49–1,5                 |
| D               | 60–69           | 1,49–1,0                 |
| F (teilweise E) | 0–59            | 0                        |

Mit Plus- und Minusbezeichnungen ergibt sich Folgendes:
| Note            | Prozent erfüllt | Notenwert (Grade Points) |
| --------------- | --------------- | ------------------------ |
| A+              | 97–100          | 4,0 oder 4,3             |
| A               | 93–96           | 4,0                      |
| A−              | 90–92           | 3,7                      |
| B+              | 87–89           | 3,3                      |
| B               | 83–86           | 3,0                      |
| B−              | 80–82           | 2,7                      |
| C+              | 77–79           | 2,3                      |
| C               | 73–76           | 2,0                      |
| C−              | 70–72           | 1,7                      |
| D+              | 67–69           | 1,3                      |
| D               | 63–66           | 1,0                      |
| D−              | 60–62           | 0,7                      |
| F (teilweise E) | 0–59            | 0                        |

Ob die Note, die jemanden durchfallen lässt, F oder E heißt, ist typischerweise vom Ort und von der Zeit abhängig. Einige verwenden seit dem Zweiten Weltkrieg E, während die Mehrheit noch F verwendet. Auch ein U für „unsatisfactory“ (ungenügend) wird teilweise verwendet. Das F kommt wohl aus den Zeiten, als es nur P für passed (bestanden) und F für failed (durchgefallen) gab.
Um Noten vom deutschen System in das amerikanische System umrechnen zu können, kann man folgende Tabelle benutzen:
| Umrechnen in US-Noten              | Umrechnen in US-Noten      | Umrechnen in US-Noten      | Umrechnen in US-Noten | Umrechnen in US-Noten | Umrechnen in US-Noten | Umrechnen in US-Noten |
| ---------------------------------- | -------------------------- | -------------------------- | --------------------- | --------------------- | --------------------- | --------------------- |
| Prozent                            | Deutsche Noten             | Deutsche Noten             | Deutsche Noten        | US-Noten              | US-Noten              | US-Noten              |
| (Ändert sich mit Schulform / Fach) | Unterstufe (1.–10. Klasse) | Oberstufe (11.–13. Klasse) | Hochschule            | Note                  | Notenwert             | Definition            |
| 90–100 %                           | 1+                         | 15 Punkte                  | 1,0                   | A+                    | 4,0                   | Extraordinary         |
| 90–100 %                           | 1                          | 14 Punkte                  | 1,0                   | A                     | 4,0                   | Superior              |
| 90–100 %                           | 1−                         | 13 Punkte                  | 1,3                   | A–                    | 3,7                   | Superior              |
| 80–90 %                            | 2+                         | 12 Punkte                  | 1,7                   | B+                    | 3,3                   | Good                  |
| 80–90 %                            | 2                          | 11 Punkte                  | 2,0                   | B                     | 3,0                   | Good                  |
| 80–90 %                            | 2−                         | 10 Punkte                  | 2,3                   | B–                    | 2,7                   | Good                  |
| 65–80 %                            | 3+                         | 9 Punkte                   | 2,7                   | C+                    | 2,3                   | Fair                  |
| 65–80 %                            | 3                          | 8 Punkte                   | 3,0                   | C                     | 2,0                   | Fair                  |
| 65–80 %                            | 3−                         | 7 Punkte                   | 3,3                   | C–                    | 1,7                   | Fair                  |
| 50–65 %                            | 4+                         | 6 Punkte                   | 3,7                   | D+                    | 1,3                   | Poor                  |
| 50–65 %                            | 4                          | 5 Punkte                   | 4,0                   | D                     | 1,0                   | Poor                  |
| 0–50 %                             | 4−                         | 4 Punkte                   | 5,0                   | D–                    | 0,7                   | Poor                  |
| 0–50 %                             | 5+                         | 3 Punkte                   | 5,0                   | F                     | 0,0                   | Fail                  |
| 0–50 %                             | 5                          | 2 Punkte                   | 5,0                   | F                     | 0,0                   | Fail                  |
| 0–50 %                             | 5-                         | 1 Punkt                    | 5,0                   | F                     | 0,0                   | Fail                  |
| 0–50 %                             | 6                          | 0 Punkte                   | 5,0                   | F                     | 0,0                   | Fail                  |

Es gibt kein einheitliches Umrechnungssystem – diese Werte sind nur Richtwerte.

### Kuba
Das kubanische Schulsystem umfasst bis zum Sekundarschulabschluss, der die Hochschulzugangsqualifikation vermittelt, zwölf Schuljahre.
Es gliedert sich in:
- den sechsjährigen Primarschulunterricht (Educación Primaria)
- den sechsjährigen Sekundarschulunterricht (Educación Secundaria), unterteilt in eine dreijährige Unterstufe und eine dreijährige Oberstufe, der an allgemein bildenden Schulen erfolgt

Notensystem der Sekundarschulen:
| NOTENSKALA | Überschrift | Beschreibung           |
| 95 - 100   | Excelente   | Maximalnote            |
| 85 - < 95  | Muy bien    | Sehr gut               |
| 70 - < 85  | Bien        | Gut                    |
| 60 - < 70  | Regular     | Ausreichend            |
| 60         | Aprobado    | Unterste Bestehensnote |
| 0 - < 60   | Desaprobado | Nicht bestanden        |

Notensystem der Hochschulen:
| Notenskala: 2 - 5 | Maximalnote: 5 | Unterste Bestehensnote: 3 |
| ----------------- | -------------- | ------------------------- |

### Uruguay
Das staatliche Notensystem (für Hochschule und Universität) hat 12 Noten, zwar:
- 1 (D.D.R.)
- 2 (R.R.D.)
- 3 (R.R.R.)
- 4 (R.R.B.)
- 5 (B.B.R.)
- 6 (B.B.B.)
- 7 (B.B.MB.)
- 8 (MB.MB.B.)
- 9 (MB.MB.MB.)
- 10 (MB.MB.S.)
- 11 (S.S.MB.)
- 12 (S.S.S.)

wobei:
- D deficiente = ungenügend
- R regular = genügend
- B bueno = gut
- MB muy bueno = sehr gut
- S sobresaliente = ausgezeichnet

Prüfungen an der (staatlichen) Universität werden mit einer Note von mindestens 3 bestanden. Prüfungen an der Hochschule werden mit einer Note von 5 (zwei letzte Jahre) bzw. 6 (vier erste Jahre) bestanden.
Die Privatuniversitäten Uruguays haben andere Notensysteme (Katholische Universität: D, R, B, BMB, MB, S - ORT Universität: 0–100).

### Chile
Die Notenskala in Chile reicht von 1 bis 7, wobei sieben die höchste Note ist.
Die Noten werden oft in Kommazahlen ausgedrückt, sodass man in Prüfungen beispielsweise die Note 6,6 oder 3,7 erlangt. Eine Prüfung gilt generell ab 4,0 Punkten als bestanden.
- 7 (ohne Fehler)
- 6 (sehr gut)
- 5 (gut)
- 4 (genügend)
- 3 (mangelhaft)
- 2 (ungenügend)
- 1 (sehr schlecht/nicht benotbar)

## Andere Länder

### Israel
Die Notenskala in Israel ist prozentual und reicht von 0 bis 100, wobei 100 die höchste Note ist.
| Note   | Beschreibung                                       |
| ------ | -------------------------------------------------- |
| 95–100 | מצוין („ausgezeichnet“)                            |
| 85–94  | טוב מאוד („sehr gut“)                              |
| 75–84  | טוב („gut“)                                        |
| 65–74  | כמעט טוב („knapp gut“)                             |
| 55–64  | מספיק („befriedigend“)                             |
| 45–54  | מספיק בקושי („knapp befriedigend“)                 |
| <45    | בלתי מספיק/נכשל („ungenügend“ / „nicht bestanden“) |

In der Regel werden Schulprüfungen mit einer Note von mind. 55 % bestanden, Universitäten mit 60 %.

### Japan
In Japan bekommen Grundschüler (von der 1. bis zur 6. Klasse) in der Regel Bewertungen in Form der Buchstaben A, B und C, wobei A am besten ist. Manchmal werden sie stattdessen mit sehr gut, gut und strenge dich an bewertet. Ab der Mittelstufe gibt es die Noten 1 bis 5, wobei 5 die beste ist. Bei manchen Oberschulen gibt es die Noten 1 bis 10.

## Kritik und Alternativen

### Kritik
Der deutsche Philosoph und Publizist Richard David Precht kritisiert am deutschen System der Schulnoten, dass Zahlen von 1 bis 6 den Persönlichkeiten der Kinder nicht gerecht würden. Ebenso sind Noten seiner Ansicht nach weder aussagekräftig, noch differenziert und damit nicht hilfreich. So ließen sich beispielsweise wichtige Fragen wie ob ein Schüler motivierter geworden, sich für ein Thema mehr interessiert, gelernt hat, mit Misserfolg besser umzugehen und ob er neue Ideen entwickelt hat mit Noten nicht beantworten. Stattdessen schlägt Precht eine schriftliche differenzierte Beurteilung über den Lern- und Entwicklungsweg der Schüler vor. Das Notensystem stammt seiner Meinung nach aus einer psychologisch und pädagogisch uninformierten Epoche und gehöre nicht ins 21. Jahrhundert.
Der deutsche Hirnforscher Gerald Hüther kritisiert an Noten, dass sie Schüler daran hindern, sich auf ein Thema, für das sie sich begeistern und eine Begabung haben, zu spezialisieren, da sich sonst ihre Noten in anderen Bereichen verschlechtern würden. Des Weiteren meint er, dass „[…] sich unsere Gesellschaft nicht weiter [entwickele]“, „[…] Wenn wir alle Kinder [dazu] zwingen, sich an dieselben Bewertungsmaßstäbe anzupassen […]“. Hüther sieht in Schulnoten außerdem die Gefahr, dass Kinder ihre angeborene Neugierde und Lernbegeisterung verlieren, wenn ihr Lernen in der Schule letztendlich auf Noten reduziert wird: „Leben ist mehr als die Jagd nach guten Zensuren. Leben ist mehr als die Vorbereitung auf ein Examen. Kinder können mehr, als auf Zeugnisse zu schielen. Wir demütigen sie, wenn wir ihre Leistungen nur auf die in der Schule erzielten Noten reduzieren.“
Es wird am Konzept der Noten kritisiert, dass sie bundesweit nur schwierig vergleichbar seien, da das Verhältnis von schriftlicher und mündlicher Note, die die Gesamtnote in einem Fach bilden, je nach Bundesland unterschiedlich sind. Des Weiteren wird kritisiert, dass die Notenvergabe nicht objektiv sei und Schüler so beispielsweise aufgrund ihres Namens, Vorurteilen, sozialer Herkunft oder ihrer Sympathie etc. bevorzugt bzw. benachteiligt werden. So wiesen Wissenschaftler beispielsweise in den 1970er-Jahren nach, dass Lehrer, die eine identische Klausur nach Monaten noch einmal bewerteten, zum Teil andere Noten vergaben. Außerdem wird kritisiert, dass Lehrer einen zu hohen Spielraum bei der Notenvergabe hätten und unterschiedliche Maßstäbe anlegen würden, wodurch bestimmte Leistungsbeurteilungen je nach Lehrer anders gewichtet werden können als andere.
Es wird kritisiert, dass Schulnoten lediglich kurzfristige Momentaufnahmen davon, wie viel ein Schüler in einem vorgegebenen Zeitraum gelernt hat, darstellen, die nur bedingt das faktische Leistungsvermögen widerspiegeln und die individuelle Entwicklung von Schülern nicht hinreichend beachten. Ebenso würden schlechte Noten über einen längeren Zeitraum hinweg Schülern das Bild vermitteln, dass sie nur wenig bis gar nichts dazulernen würden, was die angeborene intrinsische Motivation eines jeden Kindes zu lernen gefährde. Kinder, die ihre Lust am Lernen bereits verloren haben und nur noch für ihre Noten lernen, hätten, nachdem sie die bestmögliche Note erreicht haben, keinen Grund mehr, weiterzulernen. Außerdem stellen schlechte Noten für Schüler ein destruktives Feedback dar, da aus ihnen keine konstruktiven Hilfestellungen, sondern lediglich absolute Kennzahlen hervorgehen. Des Weiteren wird kritisiert, dass die häufig auf das Notensystem zurückzuführende Denkweise, dass schlechte Noten zu einer schlechten Zukunftsperspektive führen, zu Ratlosigkeit, Druck und Stress bei Eltern und Kindern führe.
Es wird kritisiert, dass Schüler häufig nicht für ihr künftiges Leben oder aus Interesse an dem Stoff, sondern nur für die Noten und den damit verbundenen Status lernen, was das Bulimielernen fördert.

### Alternativen
Einerseits gilt die Verbalbeurteilung als die beste Alternative zur Schulnote. Sie wird in Grundschulen und in weiten Teilen des Privatschulsystems eingesetzt.
Andererseits entsprechen solche Beurteilungen bei genauerer Betrachtung durch die Formulierungsfloskeln – genau wie Ziffernnoten – den gleichen selektionswirksamen Maßstäben, nur ohne eindeutige Hierarchie. Es werden die Defizite oder Hochleistungen zusammen mit charakterlichen Stärken und Schwächen skizziert. Da es sich um persönliche Wertzuweisungen ohne einen rein fachlichen Leistungsbezug handelt, können negative Aussagen in Verbalbeurteilungen die Schüler persönlicher treffen als reine Leistungsbewertungen.